# Азетидин

Структурна формула азетидину

Азетиди́н (триметиле́німі́н) — гетероциклічна сполука складу C3H6NH. За звичайних умов є безбарвною рідиною з аміачним запахом. Молекулярна маса 57,11; Ткип 62 °С (730 мм рт. ст.); d420 0,8436; nD20 1,4229, змішується з водою та спиртами у будь-яких співвідношеннях.
Для азетидину характерні реакції з розкриттям циклу під дією нуклеофілів (аміаку, амінів, галогеноводнів, води); реакції полімеризації також відбуваються з розкриттям циклу. Наявність неподіленої пари електронів на атомі нітрогену надає азетидину осно́вних властивостей (рКа=11,29 при 25 °С); з кислотами він утворює солі азетидинію (хлориди, гексахлорплатинати, пікрати та ін.); подібно до вторинних амінів азетидин алкілюється, ацилюється, нітрозується за атомом нітрогену. Азетидин добувають циклізацією γ-галогенпропіламіну, 3‑амінопропанолу або триметилендіаміну.
Серед похідних азетидину важливе значення має карбонільна похідна — 2-азетидинон (β-лактам, пропанлактам-3) — внутрішній амід β‑амінопропіонової кислоти. Азетидинон-2 добувають дегідратацією (циклізацією) β‑амінокарбонових кислот та реакцією циклоприєднання кетенів до азетинів.
β-Лактамне кільце нестійке і легко розкривається при дії водних розчинів кислот або лугів з утворенням вихідних амінокарбонових кислот. Реакція розкриття циклу швидше відбувається у присутності лугів.
Азетидинон-2 входить до складу антибіотиків групи пеніциліну і цефалоспорину.